# Bishop’s Green
Bishop’s Green – wieś w Anglii, w hrabstwie Hampshire, w dystrykcie Basingstoke and Deane. Leży 35 km na północ od miasta Winchester i 82 km na zachód od Londynu.